# Едуард Кноблаух
Едуард Кноблаух (нім. Eduard Knoblauch; 25 вересня 1801, Берлін — 29 травня 1865, Берлін) — німецький архітектор.

## Життєпис
Едуард Кноблаух навчався в Берлінській архітектурної академії. В 1824 році став співзасновником Берлінського союзу архітекторів і входив в його правління до серпня 1862 року. Кноблаух також був співвидавцем журналів, які стали провісниками професійної архітектурної преси в Німеччині.
Після закінчення навчання в 1828 році, Кноблаух вирушити в ознайомчі поїздки Німеччиною та Голландією. Разом зі своїм другом Фрідріхом Августом Штюлером він також побував в 1829–1830 роках у Франції, Швейцарії та Італії.
В 1830 році Кноблаух осів в Берліні, де став першим приватним архітектором Берліна, протистоячи тим самим переважній ролі Карла Фрідріха Шинкеля в державному будівництві.
В 1845 році Кноблаух став членом Берлінської академії мистецтв. Хвороба та переміщення до лікарні завадили Кноблауху особисто очолити реалізацію свого головного творіння — Нової синагоги. Його замінив Фрідріх Август Штюлер. Архітектору не довелося дожити до відкриття синагоги: він помер 29 травня 1865 року в Берліні.
Сини Кноблауха, Едмунд і Густав, а також його онук Арнольд Кноблаух також стали архітекторами.